# Herz Jesu (Oberhausen)

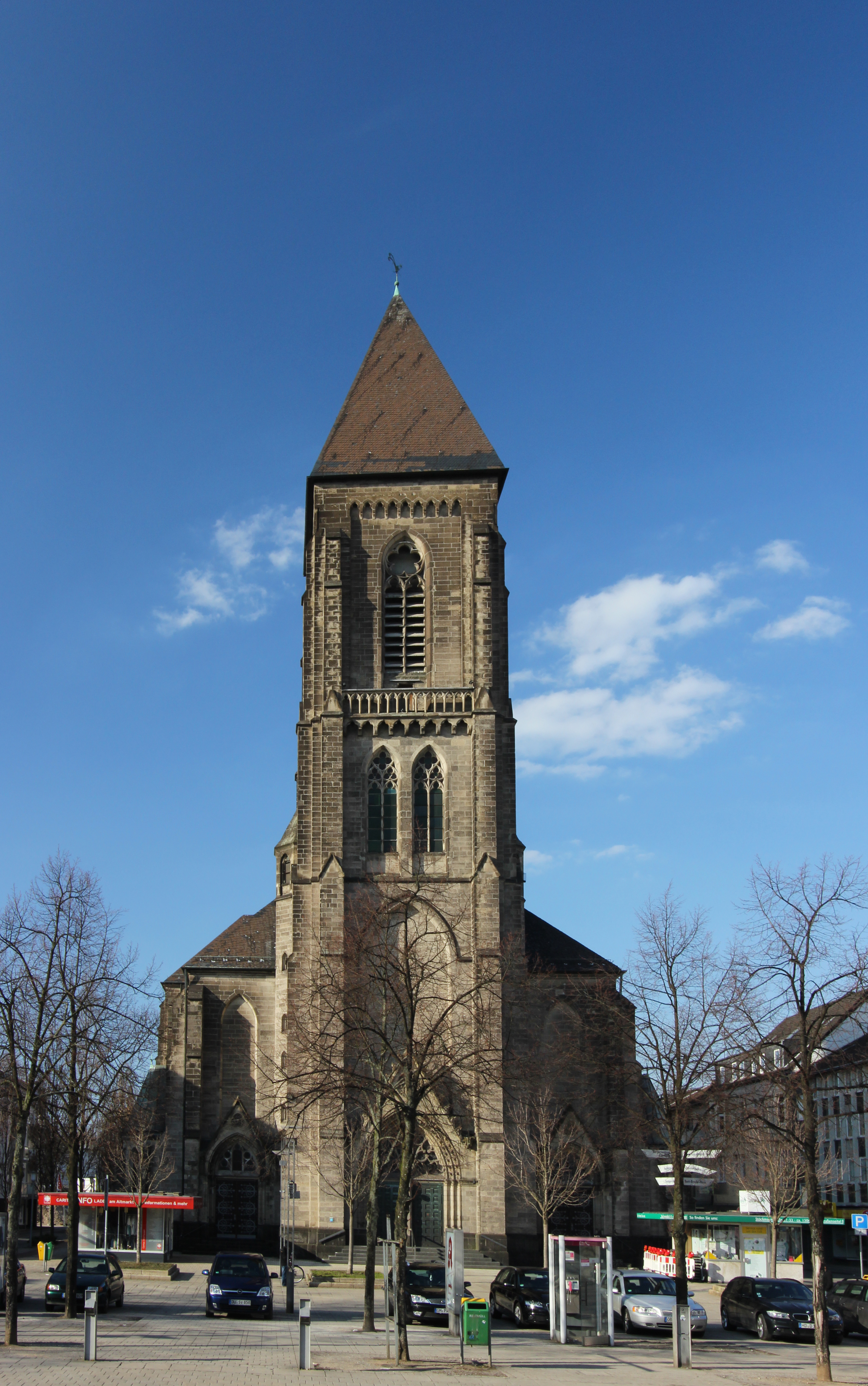
Südansicht vom Altmarkt

Die Pfarrkirche Herz Jesu, auch genannt Herz Jesu am Altmarkt (nicht zu verwechseln mit der gleichnamigen Gemeindekirche Herz Jesu im Oberhausener Stadtbezirk Sterkrade) ist eine dem Heiligsten Herzen Jesu geweihte neugotische Pfarrkirche in der Oberhausener Altstadt.

## Lage
Die Kirche Herz Jesu liegt mitten in der Oberhausener Altstadt am Altmarkt und Pacelliplatz.
Ihre Adresse lautet Christoph-Schlingensief-Straße 10.

## Geschichte

### Vorgeschichte
Das Gebiet der heutigen Oberhausener Altstadt war bis 1862 Teil von Lirich und Lippern, die zur Bürgermeisterei Borbeck gehörten.
Als 1862 die Bürgermeisterei Oberhausen gegründet wurde, gab es seit fünf Jahren die Marienkirche (im Volksmund Heidekirche genannt), die als Filiale von St. Dionysius den Norden pfarramtlich versorgte, während der Süden zur Pfarrei St. Mariae Geburt in Mülheim gehörte. 
1864 errichtete auch diese Pfarrei eine Notkirche in Unterstyrum, die dem heiligen Joseph geweiht war und den Süden Oberhausens, Alstaden, Dümpten und Styrum versorgte.  
Daraufhin gründete sich im Jahr 1888 innerhalb des Rektorats St. Joseph der Bauverein am Altmarkt in Oberhausen, der fortan die Erlaubnis ersuchte, einen Saal am Altmarkt zu einer Kirche umzubauen. Am 27. Februar erlaubte der Kirchenvorstand der Pfarrei St. Mariae Geburt die Einrichtung einer Notkirche.
Bereits am 3. Oktober 1889 wurde die Notkirche Herz Jesu im Nordbezirk eingeweiht.
Zehn Tage später erhob der Erzbischof von Köln St. Joseph zu Styrum zur eigenen Pfarrei. Daher richtete St. Joseph nun zwei Rektorate ein: eines im Westen (Alstaden) und eines im Norden (Herz Jesu Oberhausen).
Am 26. Oktober wurde August Hortmanns als Rektor an Herz Jesu eingeführt.

### Gründung der Pfarrei
Der Bauverein versuchte daraufhin die Pfarrerhebung der Herz-Jesu-Gemeinde. Hauptgegner war Pfarrer Heyden aus Styrum. Obwohl dieser versetzt wurde, sprach sich auch sein Nachfolger Wilhelm Bausch gegen die Pfarrerhebung aus.
Mit einem Schreiben an das Generalvikariat des Erzbistums Köln versuchte man, die Pfarrei St. Joseph zu umgehen, was tatsächlich auch gelang:
gegen den Willen des Pfarrers von St. Joseph erhob Erzbischof Philipp Krementz Herz Jesu am 20. Oktober 1892 zur Pfarrei, August Hortmanns wurde zum ersten Pfarrer ernannt.
Um 1900 herum lag die Zahl der zur Pfarrei gehörigen Katholiken bei 12.600, weshalb man 1904 beschloss, auf dem Gelände der Notkirche eine echte Pfarrkirche zu errichten.
Bis 1906 stieg die Zunahme so weit, dass der östliche Teil als Pfarrei St. Johannes Evangelist abgetrennt wurde.
1909 schließlich wurden mit den Bauarbeiten zur Pfarrkirche Herz Jesu begonnen. Auf Wunsch des Kardinals Fischer wurde die Kirche in neugotischem Stil nach den Plänen des Architekten Hermann Wielers aus Bochum errichtet. Nach zwei Jahren konnte der damalige Pfarrer Andreas Jacquorie am 30. April 1911 die Herz-Jesu-Kirche einweihen, konsekriert wurde sie allerdings erst am 16. Juli 1912 durch Weihbischof Joseph Müller.
Die Zahl der Katholiken in Herz Jesu stieg bis 1920 wieder so weit, dass der westliche Heidebezirk als Pfarrei St. Peter von Herz Jesu losgelöst wurde.

### Zweiter Weltkrieg
1935 wurde die Taufkapelle eingeweiht, 1937 die noch fehlenden Fenster eingesetzt und die Kirche ausgemalt. Zudem brachte man unter der Orgelempore einen neuen Kreuzweg an.
1942 und Anfang 1943 wurde die Herz-Jesu-Kirche durch mehrere Bombenangriffe beschädigt und konnte nur teilweise repariert werden.
In der Nacht zum Osterdienstag 1943 flogen die Alliierten einen Großangriff auf Oberhausen, bei dem neben sieben weiteren Oberhausener Kirchen auch Herz Jesu schwerste Beschädigungen erlitt: die gesamte Kirche brannte aus und große Teile des Turms und anderes Mauerwerk wurden zerstört.
Bis Ende 1948 musste der Gottesdienst notdürftig im Kolpinghaus stattfinden.

### Wiederaufbau der Kirche
Im März 1948 wurde mit dem Wiederaufbau der Herz-Jesu-Kirche begonnen. Ein neuer Bauverein, der Spenden sammelte, für Tag- und Nachtwachen auf der Baustelle und die Verpflegung der Arbeiter sorgte, wurde gegründet, als nach der Währungsreform das Geld knapp wurde.
Am 16. Oktober 1948 konnte Richtfest gefeiert werden, Ende Dezember konnte mit einer feierlichen Prozession die Kirche wieder in Betrieb genommen werden.
Bänke, die nach St. Marien und nach Sterkrade ausgeliehen worden waren, wurden zurückgeholt, Anfang 1949 wurden ein Holzfußboden unter den Bänken, eine Heizung und eine Teilorgel mit 15 Registern angeschafft.
Die Situation des Kirchturms war zu dieser Zeit noch unklar, denn er war stark verwittert und wies durch die Kriegshandlungen bedenkliche Schäden auf.
1950 wurde der Bauverein aufgelöst, als Ersatz gründete man ein Jahr später den Pfarrverein Herz Jesu, der sich fortan um die Einrichtung der Herz-Jesu-Kirche kümmern sollte.
Ende 1951 konnten bereits ein neuer Altar und ein neuer Tabernakel eingeweiht werden und im März 1955 bewilligte das Erzbistum Köln finanzielle Zuschüsse zur Wieder-Instandsetzung des Turmes, die im Oktober dann abgeschlossen wurde. Anstelle des alten, hohen und spitzen Turmes besaß Herz Jesu nun ein flaches Dach mit einem Kupferhahn als Symbol der Wachsamkeit und Bereitschaft.
Nach Plänen des Dominikus Böhm wurde bis 1957 der Chor und die Seitenkapellen mit Juramarmor ausgelegt und aus demselben Material ein neuer Altar, die Kanzel und Kommunionbänke eingebaut.
Kardinal Joseph Frings weihte den Hochaltar am 21. Juli 1957 feierlich ein.

### Jüngere Geschichte
1958 wurde Herz Jesu wie das gesamte Dekanat Alt-Oberhausen dem neu gegründeten Ruhrbistum zugeordnet.
Zwischen 1959 und 1962 wurden die drei Chorfenster eingesetzt, bevor 1969 unter Pfarrer Alfons Karl mit einer umfangreichen Außenrenovierung und -sanierung begonnen wurde, da die Wände durch Kriegshandlungen, Verwitterungen wie auch durch den Smog in Oberhausen beschädigt waren.
Aus demselben Grund wurde 1975 die Kirche neu ausgemalt.
Im Jahr 1985 stellte der Stadtrat von Oberhausen den Antrag, die Herz-Jesu-Kirche unter Denkmalschutz zu stellen. Dem Antrag wurde stattgegeben und 1986 von der Stadt Oberhausen bestätigt.
Die letzte bedeutende Änderung am Kirchengebäude stellte 1990 die Anschaffung einer neuen Orgel dar, erbaut von der Orgelbauerwerkstatt Georges Heintz, Schiltach, und Prospektgestaltung mit Schleierbrettern des Bildhauers Carsten Lewerentz, Staudach-Egerndach. 
Am 22. April 2007 wurde im Zuge der Umstrukturierung der Pfarreien im Bistum Essen die Pfarrei Herz Jesu mit ihrer Mutterpfarrei St. Joseph Styrum, ihrer Tochterpfarrei St. Peter Alstaden und der Pfarrei St. Antonius Alstaden zur Großpfarrei Herz Jesu Oberhausen-Mitte zusammengefasst. Herz Jesu ist seitdem die Pfarrkirche, St. Peter wurde als Filiale dem Alstadener Pfarrbezirk St. Antonius zugeordnet.
Im August 2012 wurde die Pacellistraße neben der Herz-Jesu-Kirche zu Ehren Christoph Schlingensiefs, der dort geboren worden und in Herz Jesu Ministrant war, in Christoph-Schlingensief-Straße umbenannt.
Die Pfarrgemeinde Herz Jesu hat heute 15.469 Mitglieder. Davon gehören 7.601 Katholiken zu St. Antonius Alstaden, 3.781 Katholiken zu St. Joseph Styrum und 4.087 Katholiken zur Herz-Jesu-Gemeinde selbst.

## Ausstattung

### Glocken
Die ersten Glocken, die 1911 gegossen worden waren, mussten für den Ersten Weltkrieg an den Staat abgegeben und für die Rüstung eingeschmolzen werden.
Bereits 1919 wurden allerdings sechs neue Glocken eingeweiht, von denen die fünf größten dann 1940 vom Deutschen Reich beschlagnahmt wurden. 1942 wurden sie ausmontiert und für Rüstungszwecke verwendet.
Im Jahr 1952 wurde der Pfarrei Herz Jesu als Entschädigung für die eingeschmolzenen Glocken eine jener Glocken zugesprochen, die aus dem ostdeutschen Raum vor der anrückenden russischen Armee gerettet worden waren. Es handelte sich hierbei um eine 1676 in Danzig gegossene Bronzeglocke. Sechs Jahre später wurde das Läuten der Glocken automatisiert.
1961 beschloss der Pfarrgemeinderat vier neue Glocken anzuschaffen, die von der Gießerei Petit & Gebr. Edelbrock, in Gescher hergestellt wurden. Die 65.000 DM teuren Glocken wurden 1962 geweiht.
Die Leihglocke aus Danzig passte von den Obertönen her nicht zu den neuen Glocken, sie wurde daher 1993 ins Glockenmuseum der Gießerei Petit u. Gebr. Edelbrock überführt und durch eine neue Glocke ersetzt, welche nun akustisch zu den vier neuen Glocken passt.
Technische Daten der Glocken:
| Datierung/ Gussjahr     | Gießer, Gussort | Inschrift                        | Ø (mm) | Gussjahr | Masse (kg, ca.) | Schlagton (HT-1/16) | Herkunft des Namens                  |
| ----------------------- | --------------- | -------------------------------- | --- | -------- | --------------- | ------------------- | ------------------------------------ |
| Herz Jesu               | 1962            | Petit & Gebr. Edelbrock, Gescher | + MEIN HERZ STEHT OFFEN WEIT/ VERSÖHNUNG HÄLT ES BEREIT/ WAS KANN ICH NUR SCHÖNERES BRINGEN/ MÖCHT NUR NOCH FRIEDEN SINGEN                                                                    | 1904     | 4300            | a0 -1               | Patrozinium der Pfarrei              |
| St. Peter               | 1962            | Petit & Gebr. Edelbrock, Gescher | + SANKT PETRUS BIN ICH GENANNT/ ICH BINDE LÖSE JEDES BAND + IHR GRUBEN ESSEN FEUERBRÄNDE/ LEGT EUCH GETROST IN GOTTES HÄNDE                                                                   | 1575     | 2500            | c1 -1               | Patrozinium der Tochterpfarrei       |
| St. Johannes Evangelist | 1962            | Petit & Gebr. Edelbrock, Gescher | + MEIN EHERN MUND/ ER TU EUCH KUND/ WAS GOTT UNS LEHRT/ NUR LIEBE WÄHRT | 1392     | 1750            | d1 -1               | Patrozinium der Tochterpfarrei       |
| St. Joseph              | 1962            | Petit & Gebr. Edelbrock, Gescher | + FAMILIE SEI DES VATERS ORT/ GEWEIHTE ARBEIT IST MEIN WORT + DURCHS LEBEN IN DIE EWIGKEIT/ GEB ICH EUCH DAS GELEIT                                                                           | 1229     | 1200            | e1 -1               | Patrozinium der Mutterpfarrei        |
| Johannes                | 1993            | Petit & Gebr. Edelbrock, Gescher | JOHANNES DER TÄUFER/ WEGBEREITER DES HERRN - ZUM GEDENKEN AN PRÄLAT JOHANNES GEULEN *1902 IN AACHEN (Priesterweihe 1928 in Köln) + 1991 in Oberhausen (Gießerzeichen und die Jahreszahl 1993) | 1036     | 700             | g1 -4               | Erinnerung an Prälat Johannes Geulen |

## Liste der Priester
Hier werden alle Pfarrer und Rektoren der Herz-Jesu-Kirche aufgelistet.
| Wirkungszeit   | Titel   | Name                             | Bemerkungen |
| -------------- | ------- | -------------------------------- | --- |
| 1889–1903      | Rektor  | August Hortmanns                 | |
| 1903–1915      | Pfarrer | Andreas Jacquorie                | zuvor Rektor an St. Antonius Alstaden |
| 1915–1925      | Pfarrer | Dr. Hermann Löbbel               | |
| 1925–1931      | Pfarrer | Dr. Wilhelm Huth                 | Pfarrer Huth verstarb unerwartet Silvester 1931. |
| 1932–1965      | Pfarrer | Geistlicher Rat Johannes Kampert | Pfarrer Kampert leistete in der Zeit des Nationalsozialismus Widerstand gegen das System und wurde immer wieder von der Gestapo überwacht und verhört. 1949 wurde er zum Geistlichen Rat ernannt, 1953 zum Dechanten von Alt-Oberhausen, 1960 zum Ehrendomherrn. Er verstarb 1975 und wurde auf dem St.-Josephs-Friedhof in Styrum beigesetzt. Nach ihm ist die Johannes-Kampert-Straße am Südmarkt benannt worden. |
| 1965–1978      | Pfarrer | Alfons Karl                      | |
| 1980–2005      | Pfarrer | Günter Reinbach                  | |
| 2006–2010      | Pfarrer | Dr. Michael Dörnemann            | 2007 wurde Pfarrer Dörnemann zum Pfarrer der zusammengelegten Großpfarrei Herz Jesu ernannt, 2008 zum Stadtdechanten von Oberhausen. 2010 wechselte er ins Generalvikariat, ist seit 2011 residierender Domkapitular und seit 2013 stellvertretender Generalvikar des Bistums Essen. |
| 2010–2017      | Pfarrer | Dr. Peter Fabritz                | Pfarrer Fabritz wurde mit seiner Einführung 2010 zum Stadtdechanten von Oberhausen ernannt, 2015 zum Vizeoffizial. Er wechselte im Februar 2017 hin nach St. Clemens Oberhausen-Sterkrade. |
| seit Juli 2017 | Pfarrer | Vinzent Graw                     | Pfarrer Graw ist gleichzeitig Pastor an St. Joseph, Styrum. |